# Radiobalise de localisation des sinistres
Une radiobalise de localisation des sinistres ou RLS est un transmetteur qui émet un signal dans la bande de fréquence 406 MHz en numérique en cas de détresse, d'urgence pour donner l'emplacement d'un navire, d'un avion ou d'une personne en détresse. Ce signal est ensuite reçu par un ou des satellites du réseau Cospas-Sarsat et GEOSAR qui déterminent la localisation et transmettent les coordonnées au bureau de recherche le plus proche. Le signal peut contenir l'information de la position prise par un récepteur GPS, ce qui rend la localisation plus aisée.

## Types de balises
Il existe plusieurs types de radiobalises : 
- balise radiophare maritime de position d'urgence « EPIRB » Emergency Position Indicating Radio Beacon,
- balise de détresse de sous-marin « SEPIRB » Submarine Emergency Positioning Indicating Radio Beacon[2] ;
- balise émetteur de localisation d'urgence à l'aviation « ELT » Emergency Locator Transmitter ;
- balise personnelle « PLB » Personal Location Beacon.

## Caractéristiques
La balise émet sur une fréquence entre 406 MHz et 406,1 MHz et sur la fréquence 121,500 MHz avec une autonomie de 100 h à +20 °C et une autonomie de 40 h à −40 °C. Ces radiobalises peuvent se mettre automatiquement en fonctionnement lorsqu’elles sont en contact avec l'eau de mer ou dès qu'elles quittent leur conteneur (présence d'un aimant faisant office d'interrupteur). Elles peuvent aussi être mises en marche manuellement. 
- Une radiobalise a une puissance comprise entre 3 W et 7 W sur une fréquence entre 406 MHz et 406,1 MHz en transmission numérique codée du MMSI d'une durée de 440 ms tous les 50 s et une puissance comprise entre 20 mW et 350 mW sur 121,500 MHz. La Modulation d'amplitude émise sur cette fréquence correspond à un balayage de plus de 700 Hz entre 300 Hz et 1 600 Hz et servira au radioguidage des moyens de secours, une fois ces derniers arrivés sur les lieux du sinistre.
- Sur un navire, la radiobalise de localisation de sinistre est placée dans les parties hautes du navire, dans un conteneur muni d'un largueur hydrostatique conçu pour la libérer automatiquement par détection d'une pression équivalente à une immersion à une profondeur de 3 à 4 mètres lorsque le navire coule.
- Depuis 1er février 2009, les satellites Cospas-Sarsat ne localisent plus les émissions sur les fréquences : 121,500 MHz et 243 MHz[5].
- À partir de 2020, des radiobalises équipées du Return Link Service de Galileo seront commercialisées[6]. Ce service permettra à l'utilisateur de la radiobalise d'être informé (via une LED) de la réception de son signal de détresse[7].

## Veille de la fréquence121,5MHz

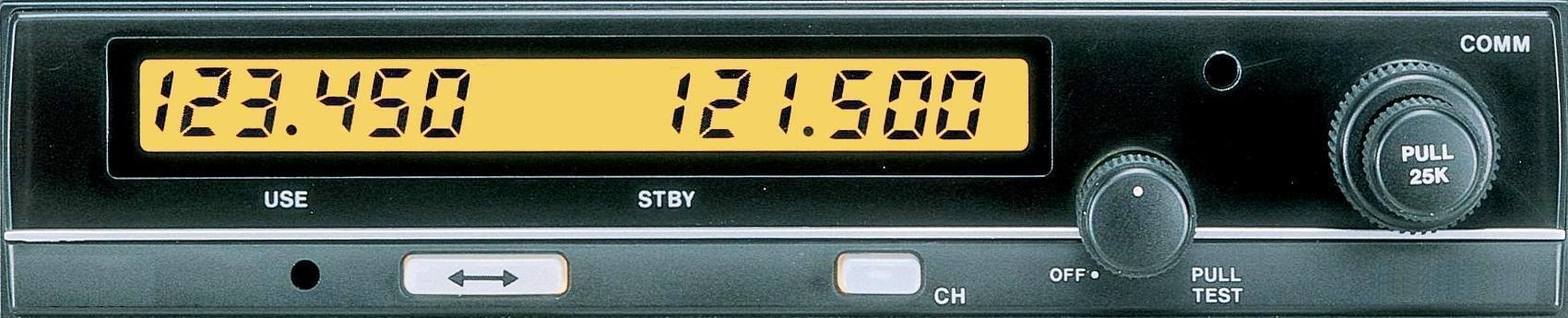
Un émetteur-récepteur d'un aéronef en vol au-dessus de l'Océan Atlantique Nord.

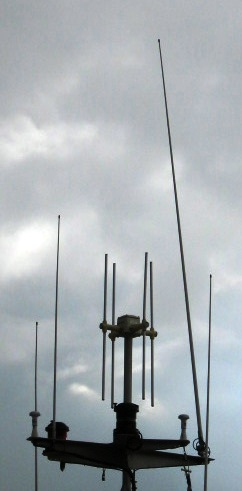
Radiophare de repérage d'urgence.

La veille de la fréquence 121,5 MHz est assurée sans interruption durant les heures de service par :
- les centres de contrôle régional et d'information de vol ;
- les centres de détection et de contrôle militaire (H24 7/7)
- les tours de contrôle d'aérodromes ;
- les bureaux de contrôle d'approche des aérodromes internationaux ;
- la fédération nationale des radioamateurs au service de la sécurité civile (FNRASEC).

De plus :
- de nombreux aéronefs effectuent une veille de la fréquence 121,5 MHz ;
- en mer, les vedettes hauturières sont équipées, sur la fréquence 121,5 MHz, d'un radiogoniomètre de repérage d'urgence[9]. Les quatre antennes (image de droite) du radiophare de repérage d'urgence 121,5 MHz à effet Doppler-Fizeau sont connectées séquentiellement pour déterminer la direction de la station en difficulté ;
- tout navire à passagers est pourvu des installations permettant d'émettre et de recevoir des radiocommunications sur place, aux fins de Recherche et sauvetage, sur les fréquences aéronautiques 121,5 MHz et 123,1 MHz[10].

## Tableau de la bande 406 MHz
Tableau des canaux assignés de la bande 406 MHz à 406,1 MHz :
| Fréquences  | Canaux | Dates de commercialisations            |
| ----------- | ------ | -------------------------------------- |
| 406,025 MHz | B      | balises construites entre 1982 et 2001 |
| 406,028 MHz | C      | balises construites entre 2000 et 2006 |
| 406,037 MHz | F      | balises construites entre 2004 et 2014 |
| 406,040 MHz | G      | balises construites depuis 2011        |
| 406,049 MHz | J      | balises construites depuis 2018        |
| 406,052 MHz | K      | futures balises                        |
| 406,061 MHz | N      | futures balises                        |
| 406,064 MHz | O      | futures balises                        |
| 406,073 MHz | R      | futures balises                        |
| 406,076 MHz | S      | futures balises                        |

La fréquence de 121,500 MHz toujours présente, sert au radioguidage des moyens de secours, une fois ces derniers arrivés sur les lieux du sinistre.

## Types
Le type d'une balise de signal de détresse est déterminé par l'environnement pour lequel elle a été conçue :

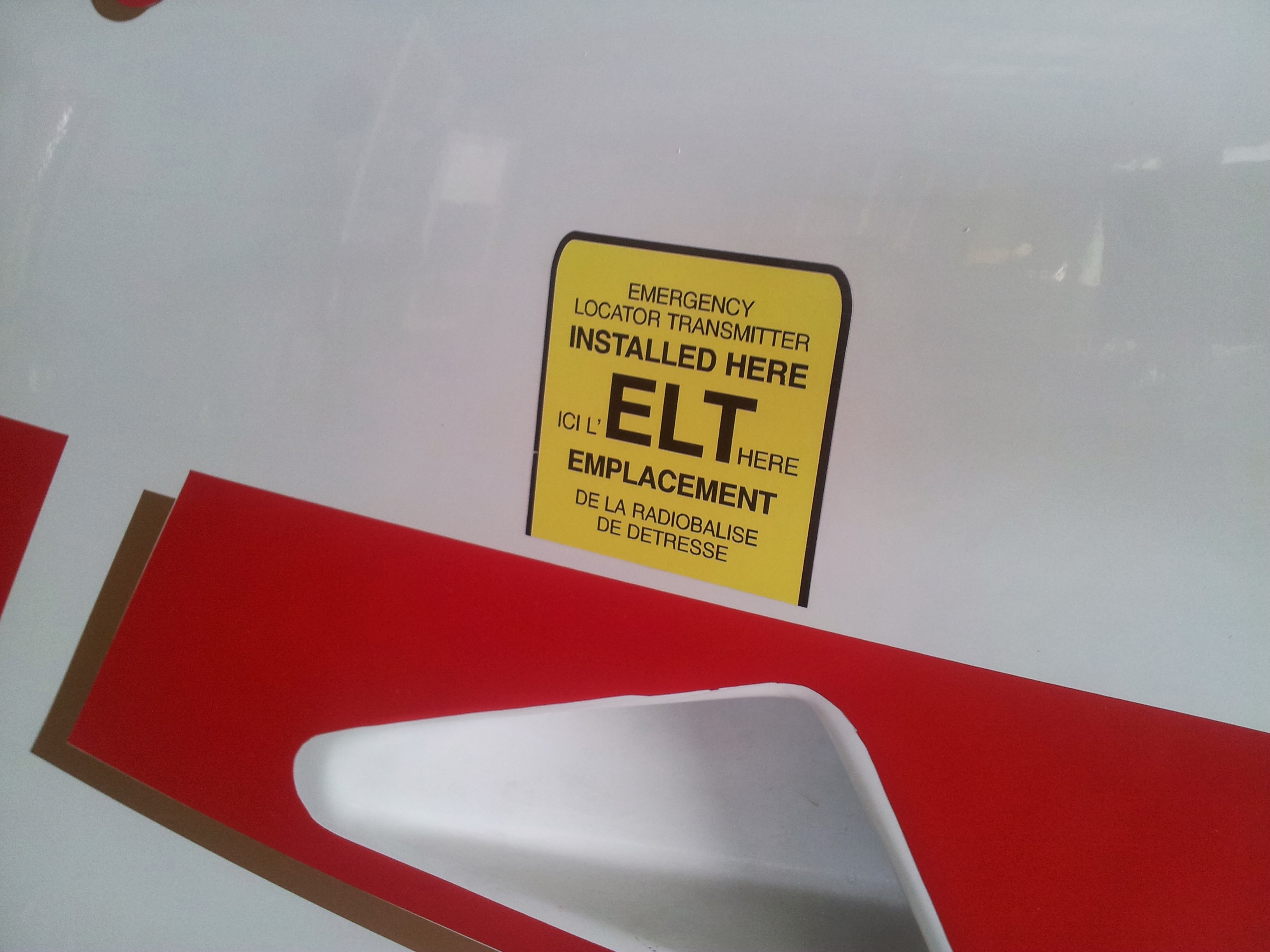
ELT

- RLS (Emergency Position radiobalises) Radiobalise de localisation des sinistres ;
- ELT (Emergency Locator Transmitter) Radiobalise de signal de détresse d'avion ;
- PLB (Personal Location Beacon) balises de localisation personnelle. Elles sont à usage personnel et destinées à désigner une personne en détresse qui est loin de la normale des services d'urgence.

Chaque type est sous-classifié RLS comme suit
- Catégorie I - 406/121.5 MHz. Surnagent librement, automatiquement activés RLS. Détectables par satellite partout dans le monde. Reconnus par le SMDSM.
- Catégorie II - 406/121.5 MHz. Similaires à la catégorie I, sauf qu'ils sont activés manuellement. Certains modèles sont également activés par l'eau.

sous-ELT classement
Les ELT pour les aéronefs peuvent être classés comme suit : ELT, automatiquement éjecté ; AD ELT, automatique déployable ; ELT F, fixe ; AF ELT, automatique fixe ; AP ELT, automatique portatif ; W ELT, activé par l'eau ; S ELT, à la survie.
Il y a deux sortes de PLB
PLB avec GPS, PLB sans GPS.

## Méthodes d'activation
Il y a deux façons d'activer une balise :
- manuellement, ou ;
- automatiquement.

Des RLS automatiques sont activées par l'eau, tandis que d'autres ELT automatiques sont activées à l'impact (force G) (en aéronautique).

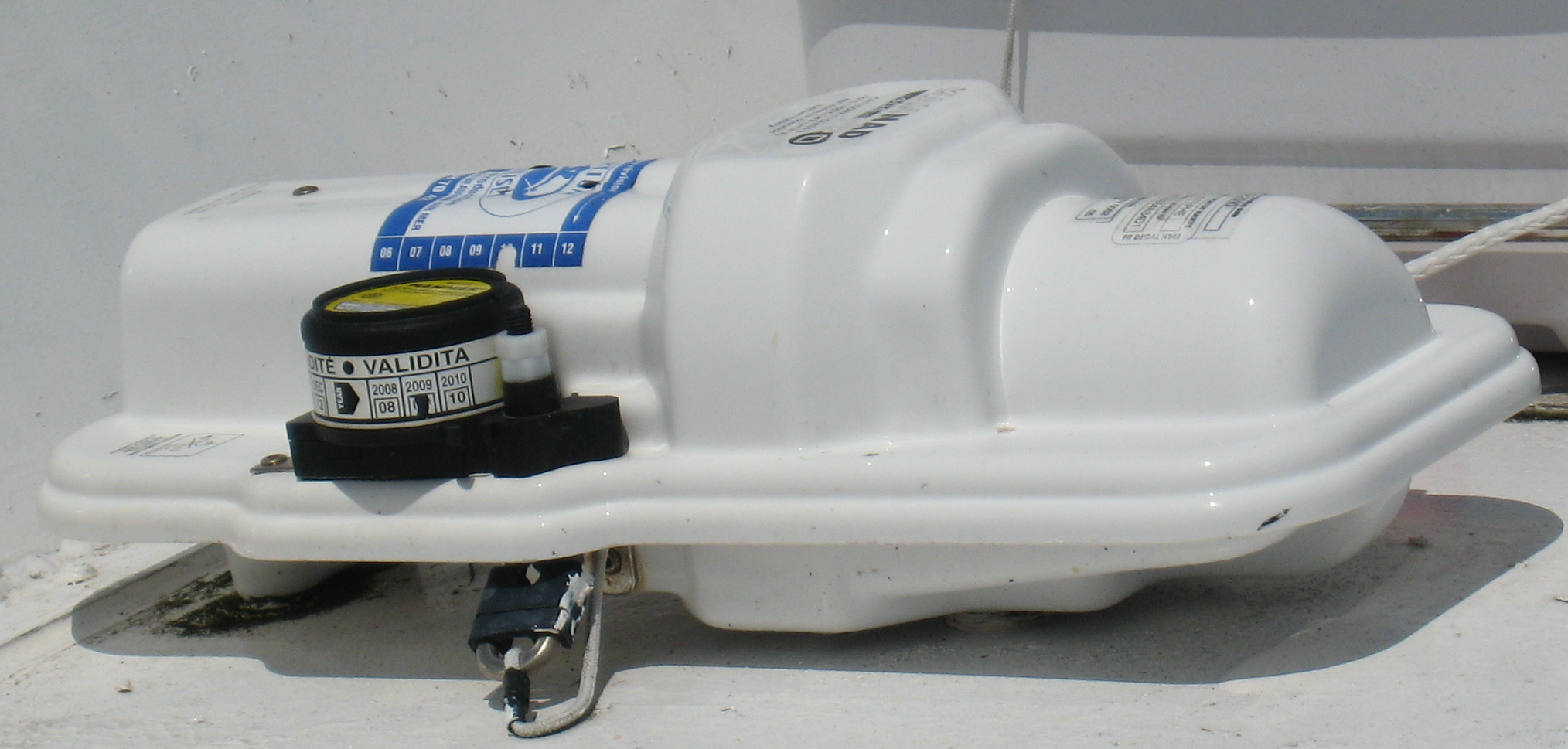
Caisson Largueur hydrostatique contenant une RLS type « EPIRB »

Certaines RLS de marine, pour transmettre un signal (ou « activer »), doivent d'abord sortir de leur support (ou « deploy »). Le déploiement peut se faire soit manuellement (une personne doit physiquement sortir la balise de son support), soit automatiquement (la pression de l'eau déclenche un dispositif de dégagement hydrostatique pour libérer le RLS de son support). Elle ne sera pas activée si elle ne sort pas de la console, car un aimant dans le support fait office d'interrupteur de sécurité dans la RLS. Il s'agit d'éviter toute activation accidentelle lorsque l'appareil est mouillé par la pluie ou l'eau embarquée.
Une fois déployé, RLS peut être activée selon les circonstances, soit manuellement (par un membre d'équipage à l'aide d'un interrupteur) soit automatiquement (dès que l'eau entre en contact avec l'unité « mer-switch »). Tous les RLS modernes offrent deux méthodes d'activation et de déploiement et sont donc étiquetés « manuelle et automatique de déploiement et d'activation. »

## Balises incompatibles avec Cospas Sarsat
- balise marine : Canal 16[12] ces balises fonctionnent sur bande marine, et ne sont donc pas détectables par satellite et par avion standard.
- balise marine : Canal 2182 kHz[13] ces balises fonctionnent sur bande marine, et ne sont donc pas détectables par satellite.
- balise aéronautique d'urgence militaire : 243 MHz[14]
- balise d'urgence aéronautique : 121,500 MHz/243 MHz
- balise marine transpondeur radar : 9,2 GHz à 9,5 GHz
- balise commerciale tel que la Balise Spot

Les balises obsolètes : 
- balises Inmarsat-E sur 1646 MHz UHF. Ce service inmarsat est terminé ;
- balises 500 kHz[15] ces balises fonctionnent dans une bande radiotélégraphique, et ne sont donc plus détectables par les stations SMDSM 1999 ; peuvent être reçu près des côtes d'Afrique et d'Asie.
- balises 8 364 kHz[16] ces balises fonctionnent dans une bande radiotélégraphique, et ne sont donc plus détectables par les stations SMDSM 1999 ; peuvent être reçu par les secours en mer utilisant cette même fréquence internationale d’opérations de recherche et de sauvetage coordonnées en radiotéléphonie ;
- balise aéronautique : 40,5 MHz[17] ces balises fonctionnent dans une ancienne bande aéronautique qui n'existe plus. Les balises 40,5 MHz restent détectables sur la fréquence 121,500 MHz suite la relation harmonique de rang 3 soit (harmonique 3 × 40,5 MHz = 121,5 MHz) ;
- balise de sauvetage de la Seconde Guerre mondiale fonctionnant sur la fréquence de 140,580 MHz[18]. Exemple : Balise de détresse militaire AN/CRC-7.

## Balises ASN SMDSM
Balises ASN compatible avec le Système mondial de détresse et de sécurité en mer
- Balise marine de station d'engin de sauvetage SMDSM Zone A1 Canal 70 d'appel en ASN[20] VPIRB VHF Position-Indicating Radio Beacons
- Balise marine de station d'engin de sauvetage SMDSM Zone A2 Canal 2187,5 kHz d'appel en ASN[21]
- Balise marine de station d'engin de sauvetage SMDSM toutes zones ; Canal 8 414,5 kHz d'appel en ASN[22]

## Les fabricants

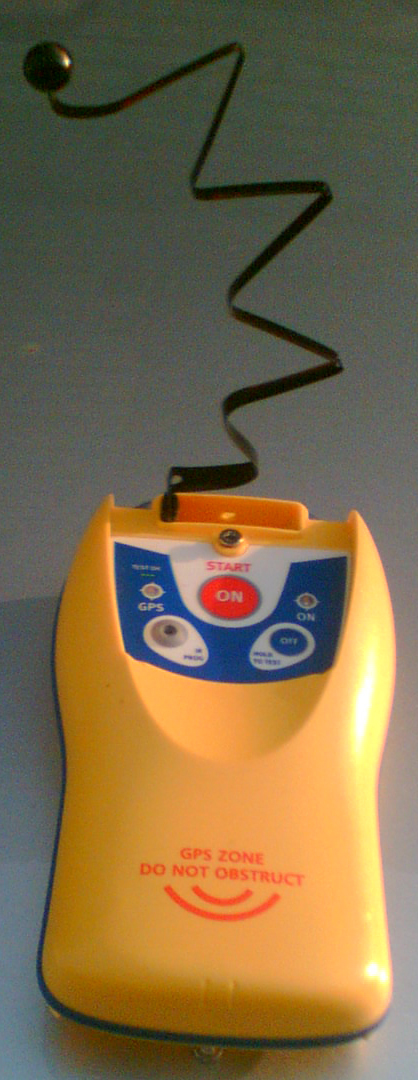
Radiobalise de localisation des sinistres (RLS) PLB émettant sur 406 MHz et sur 121,500 MHz.

- Kannad Aviation
- McMurdo
- Artex/ACR
- Exail AEROSPACE
- ACK
- Thales Alenia Space[23]